# Annaya
Annaya (en arabe : عنايا) est une municipalité du District de Jbeil. Le village est situé en haute-montagne et surplombe la ville de Byblos. Cette localité est un haut lieu de pèlerinage maronite et abrite le monastère de Saint Maron où repose Saint Charbel. Ce village est situe à environ 50 km au Nord-Est de Beyrouth.